# Буль (игра, майя)

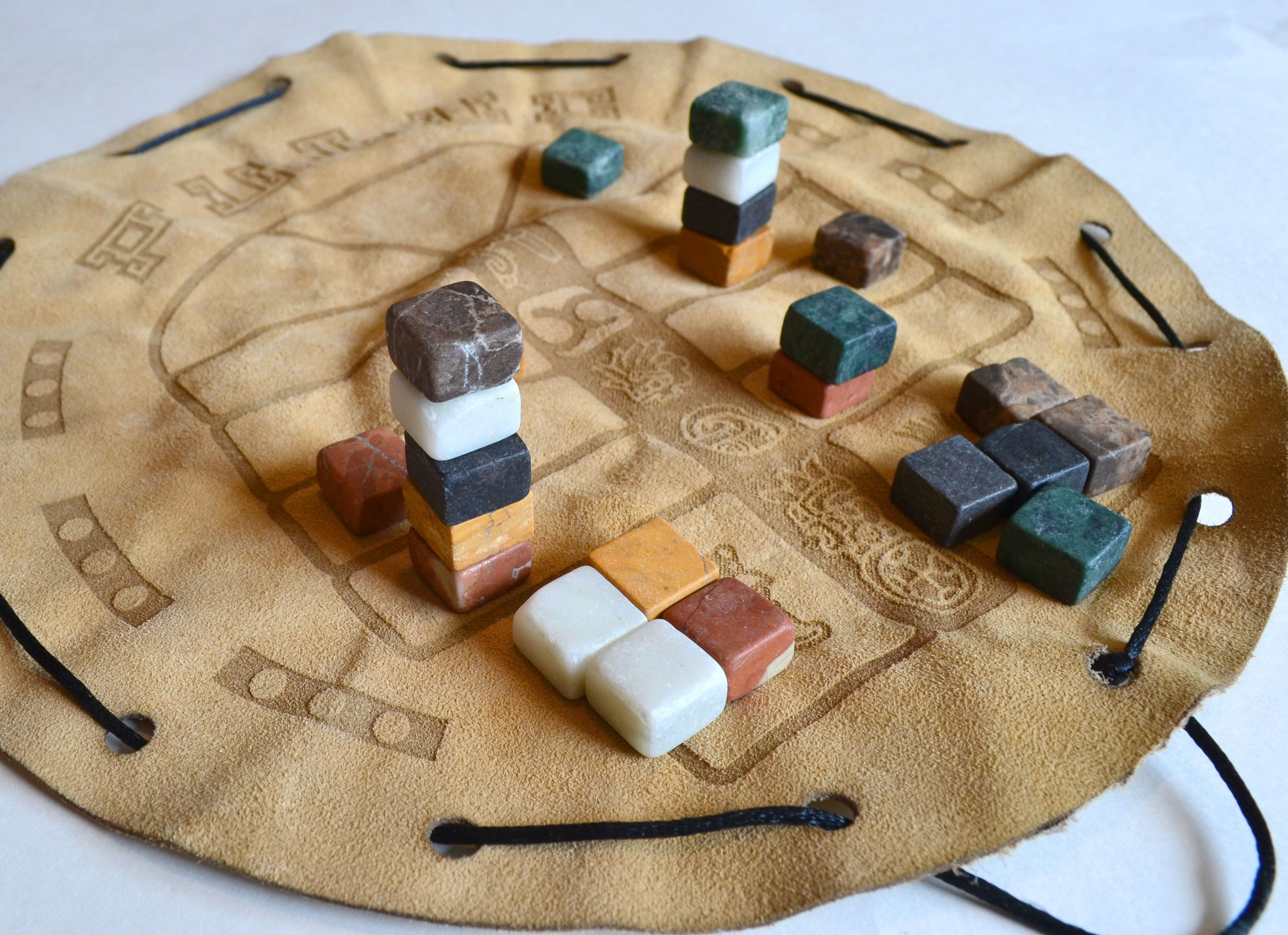
Современная версия игры

Буль (также известная как Бууль, Боолик или Пулук) — настольная игра, зародившиеся в Мезоамерике и известная среди нескольких народов майя в Белизе и гватемальском нагорье. Неизвестно, относится эта игра к доколумбовской цивилизации майя или же она развивалась после прихода испанских конкистадоров.

## Описание
Карл Саппер описал эту игру в своей статье 1906 года, где он описывал игры народа кекчи. Стюарт Кулин описал игру в 24-м ежегодном отчёте Бюро американской энтологии: Игры североамериканских индейцев, опубликованном в 1907 году. Роберт Чарлз Белл упомянул Буль в «Board and Table Games from Many Civilizations». Все эти описания были основаны на рассказах очевидцев.

## История
Точно неизвестно, когда была разработана игра и каковы были первоначальные правила, так как очень мало записей пережило вторжение конкистадоров. Стюарт Кулин в своей антологии разбил игры на те, на создание которых, по его мнению, оказала влияние Европа. Буль не входит в этот список, и по мнению Стюарта, Буль был разработан до того, как европейцы прибыли в Центральную Америку.

## Правила для двух игроков
Как показывает отчёт Ливе Вербека, есть множество способов играть в Буль. В игру могут играть два человека или две равные по размеру команды. Цель игры — захватить и впоследствии убрать игровые фигуры противника.
Игровая площадка разделена поровну стержнями, размещённые параллельно друг другу. Два игрока должны контролировать свои базы на обоих концах игровой зоны. Также они должны взять чётное количество камней или фигурок и положить их на свою базу.
Движение камней определяется  броском четырёх кубиков или кукурузных зёрен, которые с одной стороны отмечены чёрным цветом (обычно, для этого использовали уголь), так что они приземляются чёрной или обычной стороной. Количество выпавших чёрных сторон определяет, на сколько ячеек можно переместить камень:
- 1 чёрная сторона — 1 ячейка.
- 2 чёрные стороны — 2 ячейки.
- 3 чёрные стороны — 3 ячейки.
- 4 чёрные стороны — 4 ячейки.
- 0 чёрных сторон — 5 ячеек.

Так игроки поочерёдно бросают кубики и перемещают свои камни. Камень не может переместится на место, которое занял другой камень из его команды. Если нет другого выхода, игрок должен пасовать.
Если игрок перемещает свой камень на то же место, где стоит камень противника, то тогда он кладёт свой камень на камень врага, после этого вражеский камень является захваченным и больше не контролируется противником. Каждый раз, когда камень перемещается, захваченный им камни перемещаются вместе с ним. Если камень приземляется на вражеский камень, у которого уже есть другие захваченные камни, то он захватывает этот камень вместе с его пленниками.
После захвата вражеских камней, игрок должен переместить свой камень с пленниками на свою базу. После прихода на базу, все захваченные камни противника убираются, а захваченные камни из команды игрока остаются.
Игрок побеждает, когда уберёт все вражеские камни.

## Правила для команд
В Буль могут играть только две команды, которые должны быть равные по размеру. Обычно это 5-6 игроков в каждой команде. Максимум игроков на одну команду — 7 , минимум — 2. Один член команды бросает кубики, другие отвечают за свои камни, поочерёдно меняясь.

## Варианты игры
Количество камней, используемые каждым игроком, может быть изменено на более короткую или длительную игру по мере необходимости. Игроки могут заранее договориться, сколько камней может покинуть базу или быть в игре одновременно (Например: Игроки могут иметь только 2 камня за пределами базы).
Продолжительность игры может быть изменена за счёт уменьшения расстояния между базами. Вербек упомянул, что обычно используется 25 разделительных стержней, но чтобы сократить время игры можно играть только с девятью или десятью стержнями.

## Внешние ссылки
- Описание игры (недоступная ссылка) Архивировано 8 сентября 2006 года.
- Описание игры (недоступная ссылка) Архивировано 10 января 2014 года.
- Boas Anniversary Volume: Anthropological Papers Written in Honor of Franz Boas. Нью-Йорк, 1906